# Chiesa di Sant'Apollinare (Firenze)
L'antichissima chiesa di Sant'Apollinare a Firenze si trovava nell'attuale piazza San Firenze, a destra del Palazzo del Bargello, separata da quest'ultimo da via della Vigna Vecchia.

## Storia

### Edificio sacro
L'edificio originario risaliva probabilmente al VI secolo, quando i bizantini la fondarono dedicandola al santo ravennate ad essi caro, anche se mancano documenti però comprovanti la sua antichità. Si trovava all'epoca appena fuori dalla mura romane, che correvano più o meno lungo le attuali via del Proconsolo e via dei Leoni.
Citata tra le leggendarie prime dodici priorie di Firenze, la prima menzione documentata è del 15 gennaio 1065, come confinante coi possedimenti della chiesa di San Procolo, in un atto di donazione dal vescovo di Firenze al priore della Badia fiorentina. Fin dall'XI secolo, e fino alla sconsacrazione nel 1737, fu patronata dalla famiglia Sacchetti, che ne sovvenzionò a più riprese restauri ed ampliamenti. Nel 1258 nella piazza di Sant'Apollinare venne decapitato il cardinale Tesauro Beccaria, inviato a Firenze da papa Alessandro IV come legato per tentare di ricomporre le discordie tra guelfi e ghibellini. La chiesa dovette essere ricostruita nel Trecento, quando Andrea Orcagna, col fratello Bernardo, la decorò di pregevoli dipinti, sia all'interno che all'esterno. Erano parrocchiane di Sant'Apollinare famiglie come i Bardi, gli Acciaiuoli, i Bonaccorsi; lo fu per un periodo il giovane Michelangelo Buonarroti, quando risiedeva in via Torta e poco lontano, in piazza San Firenze, tenne bottega il pittore Masaccio.
Nel 1592 venne concessa ai monaci olivetani, che avevano ceduto la loro chiesa di San Michele in Betelde ai Teatini per compiacere Ferdinando I de' Medici. Nel 1636 venne completamente restaurata dai Sacchetti, come ricordava un'iscrizione sull'altare: FAMILIAE DE SACCHETTIS / TEMPLVM HOC MVLTIS ANTE SAECVLIS / MAIORVM SVORVM PIETATE CONSTRVCTVM / AC B. APOLLINARI DICATVM / RESTVIT EXTORNAVITQVE / AN. SAL. / MDCXXXVI. In realtà la menzione secondo cui fu la stessa famiglia a costruirla in origine è priva di fondamento.

### Carcere

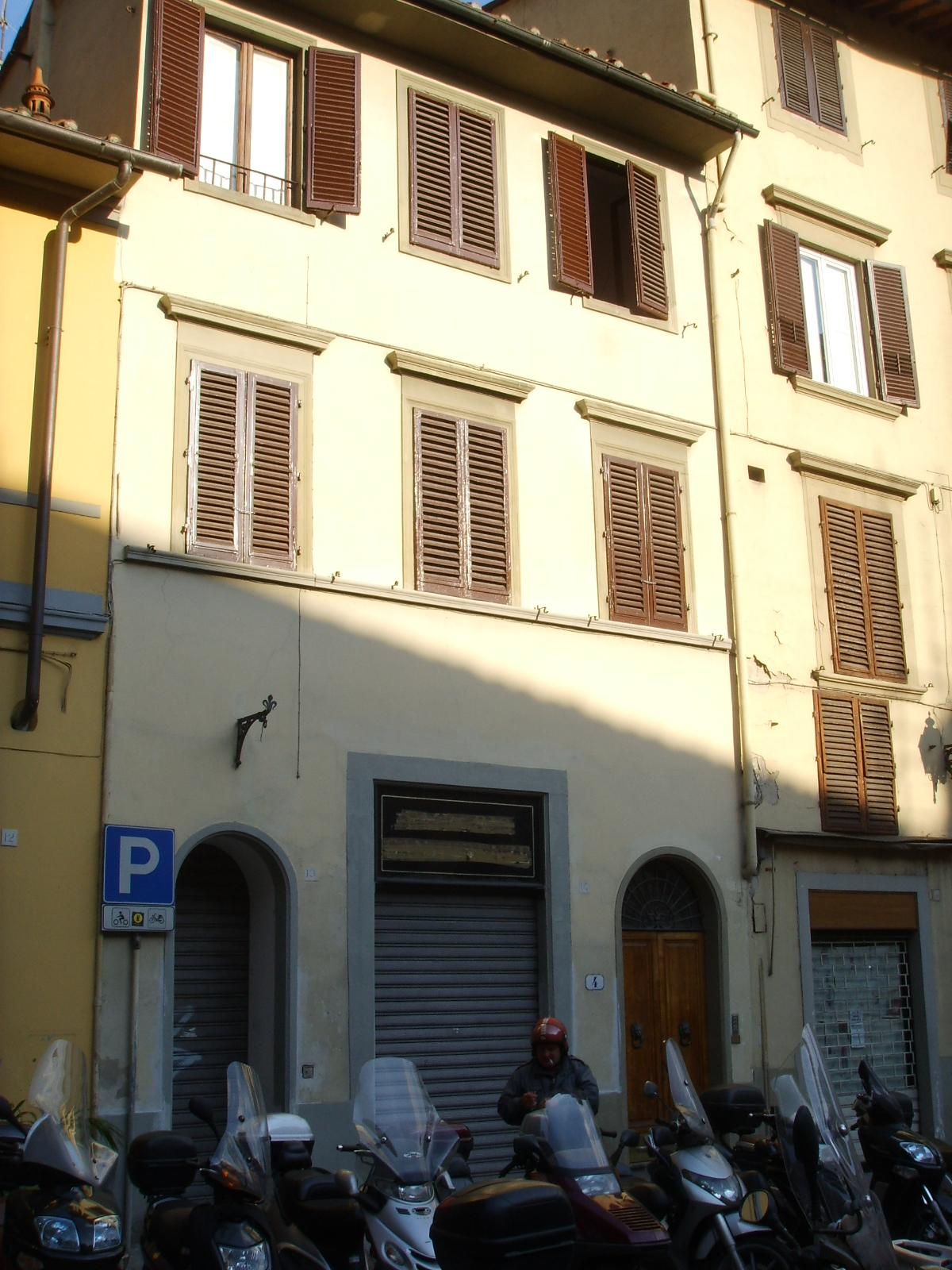
Uno degli edifici al posto della facciata della chiesa

Nel 1756 il Santo Uffizio ebbe abbattuta la propria sede originaria, nel cortile di Santa Croce, trasferendosi proprio a Sant'Apollinare, che era già stata sconsacrata, come accennato, nel 1737. Nella chiesa, in particolare nel presbiterio e nel chiostro, vennero intrapresi importanti lavori per adibirla a tribunale e carcere dell'Inquisizione, integrandosi col vicino carcere del Bargello. Nel 1782 Pietro Leopoldo abolì definitivamente l'istituzione e trasformò l'edificio in carcere, le cosiddette Stinche Nuove (come il non lontano carcere delle Stinche), destinate ai debitori insolventi, mentre nelle stanze del chiostro fu sistemata la "Nuova magistratura", un'istituzione che promulgava leggi in materia di giustizia, la quale, per la prima volta al mondo, il 30 novembre 1786 abolì la tortura e la pena di morte. In seguito il carcere divenne "pretoriale famminile", finché, a metà dell'Ottocento, tutte le carceri fiorentine non vennero riunite alle Murate. Divenne allora un luogo destinato all'accoglienza delle famiglie indigenti.
Con Firenze capitale e i piano di "Risanamento", Sant'Apollinare rischiò di scomparire definitivamente per un progetto che voleva la costruzione di un ampio viale tra Santa Trinita e Santa Croce, con una nuova piazza a fianco del Bargello. Tale progetto, di cui resta traccia in alcuni disegni all'esposizione di storia fiorentina a palazzo Vecchio, sull'onda delle polemiche suscitate dalla creazione di piazza della Repubblica non venne fortunatamente mai attuato.

### Recupero
La nuova tolleranza religiosa che seguì la seconda guerra d'indipendenza permise a molti culti non cattolici di venire allo scoperto. Tra questi la Chiesa Libera dei Pietisti, capeggiata dal conte Pietro Guicciardini, acquistò nel 1879 gli edifici già di Sant'Apollinare per erigere una nuova chiesa Cristiana Evangelica dei Fratelli. Il luogo venne significativamente scelto in una zona carceraria, dove in passato erano stati incarcerati anche appartenenti a quelle comunità perseguite, ree di leggere la Bibbia in italiano.
L'edificio fu liberato dalle infrastrutture dell'adattamento carcerario e fu costruito una nuova cappella, con orientamento nord-sud e affaccio su via della Vigna Vecchia, più o meno lungo quello che era stato il presbiterio di Sant'Apollinare. Della vecchia chiesa restano le mura perimetrali e il solo chiostrino, con numerosi stemmi funerari antichi delle famiglie della zona.

## Descrizione
Aveva tre navate e vi erano altari dei Sacchetti, dei Sinibaldi, delle monache di Malta, degli olivetani, dell'ospedale di Santa Maria Nuova e dell'Arte dei Cuoiai. Della chiesa restano alcune tracce nei vani al piano terra, oggi occupati da un ristorante: pilastri reggenti archi a tutto sesto della navata sinistra, un portale con iscrizione dedicatoria della famiglia Sacchetti, con data 1636, e ampie tracce del paratro murario misto in pietra e laterizi.